# Peter Friedrich Röding
Peter Friedrich Röding (Amburgo, 17 giugno 1767 – Amburgo, 8 giugno 1846) è stato un naturalista e malacologo tedesco.
Molte delle descrizioni di Röding (spesso semplicemente una versione tedesca del nome binomiale latino) sono di specie che furono classificate per la prima volta da autori precedenti come Johann Hieronymus Chemnitz, Friedrich Wilhelm Martini e Martin Lister. I riferimenti di Röding a descrizioni e figure preesistenti rendono validi anche questi nomi, poiché sono inequivocabilmente riconoscibili e sono stati successivamente adottati (dopo Röding) da molti autori successivi.

## Museum Boltenianum
Fu l'autore principale di un catalogo del 1798 di un'importante collezione di molluschi. Il catalogo era intitolato Museum Boltenianum sive catalogus cimeliorum e tribus regnis naturæ quæ olim collegerat Joa. Fried Bolten, M. D. p. d. per XL. annos proto physicus Hamburgensis. Pars secunda continens conchylia sive testacea univalvia, bivalvia & multivalvia ed è stato pubblicato ad Amburgo. Questo era in realtà un catalogo di vendita, ed è stato ignorato come lavoro tassonomico fino a quando William Healey Dall ha riconosciuto che introduceva nuovi taxa validi, sebbene con nomi lunghi e descrizioni brevi. Così Röding è accreditato di nominare molti taxa.
Museum Boltenianum sive Catalogus..., il catalogo in vendita, è un libro raro. I generi pubblicati nell'opera di autore anonimo Museum Boltenianum sive catalogus cimeliorum... pubblicata nel 1798 sono stati per lungo tempo attribuiti a Joachim Friedrich Bolten, ma ora si ritiene che siano stati scritti da Röding secondo una decisione dell'ICZN del 1956.
| Röding è l'abbreviazione standard utilizzata per le specie animali descritte da Peter Friedrich Röding. Categoria:Taxa classificati da Peter Friedrich Röding |